# Liste des communes de la région du Littoral au Cameroun
Liste des communes de la région du Littoral au Cameroun  par départements : 34. NB attention la superficie de la ville de loum est fausse modifier par Christ ytembe  

## Moungo
Le département du Moungo est découpé en 13 communes, la population est relevée lors du recensement de 2005 :
| Code   | Communes        | Chef-lieu                   | Superficie (km2) | Population (2005) |
| ------ | --------------- | --------------------------- | ---------------- | ----------------- |
| LT0212 | Bonaléa         | Souza                       | 650              | 25 018            |
| LT0207 | Baré-Bakem      | Baré-Bakem                  | 200              | 16 485            |
| LT0203 | Dibombari       | Dibombari                   | 150              | 17 141            |
| LT0206 | Loum            | Loum superficie fausse YJCC | 430              | 39 707            |
| LT0204 | Manjo           | Manjo                       | 305              | 34 230            |
| LT0202 | Mbanga          | Mbanga                      | 544              | 35 415            |
| LT0205 | Melong          | Melong                      | 497              | 54 279            |
| LT0213 | Mombo           | Mombo                       | 250              | 5 530             |
| LT0209 | Njombé-Penja    | Penja                       | 260              | 31 792            |
| LT0201 | Nkongsamba Ier  | Nkongsamba                  | 150,50           | 105 283           |
| LT0210 | Nkongsamba IIe  | Ekangté Mbeng               | 67               | 52 434            |
| LT0211 | Nkongsamba IIIe | Nkongsamba                  | 48,55            | 15 795            |
| LT0208 | Eboné           | Eboné                       | 140              | 14 261            |

## Nkam
Le département du Nkam est découpé en 4 communes :
| Code   | Communes     | Superficie (km2) | Population (2005) |
| ------ | ------------ | ---------------- | ----------------- |
| LT0304 | Nkondjock    | 967              | 17 428            |
| LT0303 | Nord-Makombé | 534              | 3 999             |
| LT0301 | Yabassi      | 3 080            | 12 999            |
| LT0302 | Yingui       | 677              | 2 304             |

## Sanaga-Maritime
Le département de la Sanaga-Maritime est découpé en 11 communes :
| Code   | Communes           | Chef-lieu  | Superficie (km2) | Population (2005) |
| ------ | ------------------ | ---------- | ---------------- | ----------------- |
| LT0408 | Dibamba            | Logbadjeck | 1 600            | 5 389             |
| LT0405 | Dizangué           | Dizangué   | 541              | 17 209            |
| LT0401 | Édéa Ier           | Pongo      | 1 009            | 64 761            |
| LT0407 | Édéa IIe           | Ékité      | 781              | 13 539            |
| LT0410 | Massock-Songloulou | Massock    | 120              | 5 080             |
| LT0406 | Mouanko            | Mouanko    | 1 378            | 9 228             |
| LT0404 | Ndom               | Ndom       | 1 700            | 10 414            |
| LT0402 | Ngambe             | Ngambe     | 470              | 6 255             |
| LT0409 | Ngwei              | Makondo    | 500              | 4 866             |
| LT0411 | Nyanon             | Nyanon     | 598              | 12 607            |
| LT0403 | Pouma              | Pouma      | 701              | 13 772            |

## Wouri
Le département du Wouri recouvre la Communauté urbaine de Douala qui comprend elle-même 6 communes d'arrondissement.
| Communes   | Superficie (km2) | Population (2018) | Chef-lieu |
| ---------- | ---------------- | ----------------- | --------- |
| Douala I   | 26,30            | 352 275           | Bonanjo   |
| Douala II  | 16,19            | 412 551           | New Bell  |
| Douala III | 168,14           | 1 020 061         | Logbaba   |
| Douala IV  | 35,00            | 395 536           | Bonassama |
| Douala V   | 161,76           | 859 988           | Kotto     |
| Douala VI  | 368              | 8 623             | Manoka    |